# Keena Rothhammer
Keena Ruth Rothhammer, född 26 februari 1957 i Little Rock i Arkansas, är en amerikansk före detta simmare.
Rothhammer blev olympisk guldmedaljör på 800 meter frisim vid sommarspelen 1972 i München.